# Panenská populace
Panenská populace je epidemiologický pojem, kterým se označuje zkoumanou nákazou dosud nezasažená populace. 
Obecně lze říci, že panenská populace je k nákaze mnohem citlivější, než populace, která jí už byla vystavena. Epidemie se v panenské populaci šíří rychleji, nachází se v ní mnohem méně přirozeně odolných jedinců a onemocnění má obecně těžší průběh. 
Právě panenskost populace Indiánů vůči evropským nemocem představuje zásadní důvod, proč Evropanům tak relativně snadno podlehli. Nové zavlečené nemoci jako pravé neštovice, chřipka a anthrax zredukovaly jejich populaci během několika desítek let místy až o 90% a zcela zničily jejich sociální struktury. 